# Années 1760 av. J.-C.
Les années 1760 av. J.-C. couvrent les années de 1769 av. J.-C. à 1760 av. J.-C.

## Évènements
- 1765 av. J.-C.[1] : 

Le Proche-Orient en 1764 av. J.-C. Les principales puissances sont alors le Yamkhad, Qatna, Mari, l'Assyrie, Babylone et Eshnunna.

  - Zimrî-Lîm , roi de Mari se rend à Alep auprès de son beau-père Iarim-Lim, puis séjourne un mois à Ougarit[2].
  - le roi d’Eshnunna Ibal-pî-El meurt et les Élamites de Siwepalarhuhpak s’emparent d’Eshnunna, puis marchent vers Ekallâtum et Shubat-Enlil vers le Nord et vers la Babylonie[2].
  - Zimri-Lim retourne à Mari et conclut une alliance avec Hammourabi contre les Élamites[2].
- Automne 1765 av. J.-C. : début du règne d'Hammurabi Ier d'Alep, roi du Yamkhad.
- 1764 av. J.-C.[1] :
  - Alep, Mari et Babylone repoussent l’armée d'invasion des Élamites à Hiritum (basse Mésopotamie)[2].
  - les armées mariotes et babyloniennes attaquent le royaume de Larsa. Après un siège de six mois, elles prennent la capitale secondaire de Mashkan-shapir et viennent assiéger Larsa elle-même[2].
- 1763 av. J.-C.[1] : Hammourabi s’empare de Larsa après six mois de siège[2].
- 1762 av. J.-C.[1] : Coalition contre Babylone ; Eshnunna, Subartu, Gutium (peuples du Zagros), Mankisum (sur le Tigre). Hammourabi est victorieux et avance sur le Tigre jusqu’à la frontière du Subartu[2].
- 1761 av. J.-C.[1] : Hammourabi élimine l'État concurrent du nord de son empire, le royaume de Mari, qui ne se relèvera jamais de ses ruines[3].